# Ilka Grüning
Ilka Grüning est une actrice autrichienne née à Vienne, alors en Autriche-Hongrie, le 4 septembre 1876 et morte à Los Angeles (Californie), le 11 novembre 1964.

## Filmographie

### Années 1910
- 1919 : Todesurteil
- 1919 : Peer Gynt : Aase
- 1919 : Peer Gynt - 2. Teil: Peer Gynts Wanderjahre und Tod : Aase
- 1919 : Pogrom : Wera Cheberiak
- 1919 : Die Prostitution, 2. Teil - Die sich verkaufen
- 1919 : Rose Bernd : Frau Flamm

### Années 1920
- 1920 : Die Bestie im Menschen
- 1920 : Menschen
- 1920 : La Calamité de Monique (de) (Monika Vogelsang) : Witwe Walterspiel
- 1920 : Maria Magdalene : Ehefrau von Meister Anton
- 1920 : Eine Demimonde-Heirat : Anuschka
- 1920 : Das Grauen
- 1920 : Können Gedanken töten?
- 1920 : Der Gefangene
- 1920 : Figaros Hochzeit : Marcelline
- 1920 : Die Erlebnisse der berühmten Tänzerin Fanny Elßler
- 1920 : Der Abenteurer von Paris
- 1920 : Katharina die Große (de)
- 1920 : Weltbrand
- 1921 : Lotte Lore
- 1921 : Die Geheimnisse von Berlin, 3. Teil - Berlin-Moabit. Hinter Gitterfenstern
- 1921 : Hannerl und ihre Liebhaber
- 1921 : Die Verschwörung zu Genua : Matrone
- 1921 : Die Diktatur der Liebe, 2. Teil - Die Welt ohne Liebe : Ihre Mutter
- 1921 : Christian Wahnschaffe, 2. Teil - Die Flucht aus dem goldenen Kerker
- 1921 : Aus den Tiefen der Großstadt
- 1921 : Die große und die kleine Welt : Femme du peuple
- 1921 : Um den Sohn
- 1921 : Die Fremde aus der Elstergasse d'Alfred Tostary
- 1921 : Die Erbin von Tordis
- 1921 : Seefahrt ist Not!
- 1921 : Der Leidensweg eines Achtzehnjährigen
- 1921 : Aus den Memoiren einer Filmschauspielerin
- 1921 : Der Roman der Christine von Herre : La comtesse
- 1921 : Lady Hamilton : Eine Wirtin
- 1921 : Der Schicksalstag : Gräfin
- 1921 : Das zweite Leben
- 1921 : Die Schuldige : Gräfin Wuthenow
- 1922 : Der große Wurf : Frau Steinreich
- 1922 : Tiefland : Die Duenna
- 1922 : Zwei Welten
- 1922 : Die Kreutzersonate
- 1922 : Wem nie durch Liebe Leid geschah!
- 1922 : Die Dame und der Landstreicher
- 1922 : Die siebtente Nacht : Frau Freese
- 1922 : Jenseits des Stromes
- 1922 : Luise Millerin : Millerin
- 1922 : Jugend
- 1922 : Macht der Versuchung
- 1922 : Le Fantôme (Phantom), de Friedrich Wilhelm Murnau : Baronne
- 1922 : Es leuchtet meine Liebe : Mutter von Saint Just
- 1922 : Bigamie
- 1922 : Der falsche Dimitri : Amme Pawlowa
- 1923 : Freund Ripp
- 1923 : Das schöne Mädel : Frau Gött
- 1923 : Nora : Marianne, Noras alte Amme
- 1923 : Le Trésor (Der Schatz), de Georg Wilhelm Pabst : Anna
- 1923 : Friedrich Schiller - Eine Dichterjugend : Elisabeth Dorothea
- 1923 : Das Weib auf dem Panther
- 1923 : Der rote Reiter
- 1923 : Die Fledermaus : Rosalindes Mutter
- 1923 : L'Expulsion (Die Austreibung) : Mère Steyer
- 1923 : Daisy. Das Abenteuer einer Lady
- 1924 : Les Finances du grand-duc (Die Finanzen des Großherzogs) : Augustine, la cuisinière
- 1924 : Mater dolorosa
- 1924 : Kaddisch
- 1924 : Soll und Haben : Madame Sidonie Ehrenthal
- 1924 : Die Liebesbriefe einer Verlassenen
- 1924 : Gehetzte Menschen : Frau Garson
- 1925 : La Rue sans joie (Die freudlose Gasse), de Georg Wilhelm Pabst : Mrs. Rosenow
- 1925 : Des Lebens Würfelspiel
- 1925 : Elegantes Pack : Leos Mutter
- 1926 : Les Mystères d'une âme / Le Cas du professeur Mathias (Geheimnisse einer Seele) de Georg Wilhelm Pabst : La mère
- 1927 : Halloh - Caesar! : Frau Svoboda
- 1927 : Dr. Bessels Verwandlung : Frau Regierer
- 1927 : Familientag im Hause Prellstein : Seraphine
- 1928 : Herbstzeit am Rhein : Frau Holm
- 1928 : Dyckerpotts Erben
- 1929 : Der rote Kreis : Vermieterin
- 1929 : Zwischen vierzehn und siebzehn - Sexualnot der Jugend
- 1929 : Mélodie du cœur (Melodie des Herzens) de Hanns Schwarz (premier film allemand parlant) : Fräulein Czibulka

### Années 1930
- 1932 : Hasenklein kann nichts dafür : Frau Hasenklein

### Années 1940
- 1941 : Underground, de Vincent Sherman : Frau Franken
- 1941 : Dangerously They Live : Mrs. Steiner
- 1942 : Crimes sans châtiment (Kings Row), de Sam Wood : Anna
- 1942 : Friendly Enemies : Mrs. Pfeiffer
- 1942 : Iceland : Tante Sophie
- 1942 : Sabotage à Berlin (Desperate Journey), de Raoul Walsh : Frau Brahms
- 1942 : Casablanca, de Michael Curtiz : Mrs. Leuchtag - L'amie immigrant de Carl
- 1943 : This Is the Army, de Michael Curtiz : Mrs. Twardofsky
- 1943 : The Strange Death of Adolf Hitler : Femme de la classe moyenne
- 1943 : There's Something About a Soldier (en) de Dave Fleischer : Anna
- 1943 : Madame Curie, de Mervyn LeRoy : Couturière
- 1944 : An American Romance de King Vidor : Mrs. Vronsky
- 1946 : Meurtre au music-hall (Murder in the Music Hall) : Mom
- 1946 : Rendezvous 24 : Frau Schmidt
- 1946 : Tentation (Temptation) : Frau Mueller
- 1947 : Desperate, d'Anthony Mann : Tante Klara
- 1947 : Repeat Performance d'Alfred L. Werker : Mattie
- 1948 : Lettre d'une inconnue (Letter from an Unknown Woman), de Max Ophüls : Femme qui prend un ticket
- 1948 : Marché de brutes (Raw Deal), d'Anthony Mann : Fran, la domestique d'Oscar
- 1948 : La Scandaleuse de Berlin (A Foreign Affair), de Billy Wilder : Femme allemande
- 1948 : Ma vie est une chanson (Words and Music), de Norman Taurog : Mrs. Rogers
- 1949 : Pris au piège (Caught), de Max Ophüls : Grand-mère Rudetzki
- 1949 : Passion fatale (The Great Sinner), de Robert Siodmak : Pauline's Duenna
- 1949 : Cinq Millions dans une poubelle (Mr. Soft Touch) de Gordon Douglas et Henry Levin : Vieille femme

### Années 1950
- 1950 : Dans les mers de Chine (Captain China) : Mrs. Haasvelt
- 1950 : La loi des bagnards (en) (Convicted) de Henry Levin : Martha Lorry
- 1951 : L'Ambitieuse (Payment on Demand), de Curtis Bernhardt : Mrs. Polanski
- 1951 : La Caravane des évadés (Passage West), de Lewis R. Foster : Mama Ludwig
- 1953 : Die Venus vom Tivoli